# Фабіан Коельйо
Фабіан Коельйо (ісп. Fabián Coelho, нар. 20 січня 1977, Артигас) — уругвайський футболіст, що грав на позиції півзахисника.
Виступав, зокрема, за клуб «Насьйональ», а також національну збірну Уругваю.

## Клубна кар'єра
У дорослому футболі дебютував 1997 року виступами за команду клубу «Насьйональ», в якій провів дев'ять сезонів, взявши участь у 222 матчах чемпіонату. Більшість часу, проведеного у складі «Насьйоналя», був основним гравцем команди і за цей час виграв шість чемпіонатів Уругваю, після останнього з яких у 2006 році він перейшов у «Мірамар Місьйонес», де провів півроку.
На початку 2007 року Коельо підписав контракт з іспанським «Ельче». У Сегунді уругваєць дебютував 7 січня 2007 року в грі проти «Кадіса» (1:1). 9 вересня 2007 року в двобої проти хіхонського «Спортінга» (1:1) Коельйо забив свій перший гол у Сегунді. За півтора року в «Ельче» Фабіан загалом зіграв 45 ігор і забив 2 голи у чемпіонаті країни.
У середині 2008 року він повернувся до Уругваю, де став гравцем клубу «Сентраль Еспаньйол», в якому провів наступні два сезони, а завершив професійну ігрову кар'єру у клубі «Ель Танке Сіслей», за який виступав протягом 2010—2011 років.

## Виступи за збірні
1997 року залучався до складу молодіжної збірної Уругваю, разом з якою брав участь у молодіжному чемпіонаті світу 1997 року в Малайзії, забивши три голи, а його команда вийшла у фінал, де поступилася одноліткам з Аргентини.
Не провівши жодного матчу у складі національної збірної Уругваю, Коельйо був включений у заявку команди на розіграш Кубка конфедерацій 1997 року у Саудівській Аравії. Там 17 грудня в грі проти Південної Африки (4:3) Фабіан дебютував за національну збірну. Це була єдина зустріч Коельйо протягом усього турніру, який Уругвай закінчив на 4 місці.
Згодом у складі збірної Коельйо був учасником розіграшу Кубка Америки 1999 року у Парагваї, де разом з командою здобув «срібло», а Фабіан зіграв у матчах з Колумбією (0:1), Еквадором (2:1), Аргентиною (0:2), Парагваєм (1:1, 5:3 пен.) , Чилі (1:1, 5:3 пен.) та у фіналі проти Бразилії (0:3).
Всього протягом кар'єри у національній команді, яка тривала чотири роки, провів у її формі 17 матчів і забив 1 гол.

## Титули і досягнення
- Чемпіон Уругваю (6):

«Насьйональ»: 1998, 2000, 2001, 2002, 2005, 2005/06
- Срібний призер Кубка Америки: 1999